# Caso dativo
El  dativo (griego clásico: δοτική πτῶσις; griego moderno: δοτική πτώση; latín: Dativus; también llamado tercer caso en filología clásica) es un caso gramatical, es  decir, una de las formas de flexión de los nombres, adjetivos y pronombres en las lenguas que los declinan, siendo la declinación de estas palabras el equivalente a la modificación de los verbos en las lenguas que los conjugan.
El dativo se puede aplicar a sustantivos, adjetivos y pronombres, y marca típicamente el complemento indirecto, por lo que sirve para expresar la persona o cosa que recibe el beneficio o perjuicio indirecto de la acción verbal. En español, este complemento responde a las preguntas: «¿a quién?» o «¿para quién?», formuladas al verbo. Por ejemplo: El niño escribe una carta a su padre. Además existen otros usos del dativo, como el de posesión, que se daba por ejemplo en latín vulgar y, en menor medida, en latín clásico. 
Su nombre viene del latín dativus, del verbo dare, dar.  
El uso del dativo era común entre las primeras lenguas indoeuropeas y continúa siendo usado en numerosas lenguas de esta familia, como las eslavas, las bálticas y las germanas, entre otras. Además, hay lenguas no indoeuropeas que también emplean este caso con formas similares. Por ejemplo las lenguas ugrofinesas, el Idioma navajo y el japonés.
En español los nombres no se declinan por caso, solo por género y número, y solo queda un residuo de flexión para el dativo en los pronombres personales de tercera persona: está aún morfológicamente marcado en los pronombres  le y les, que indican en la mayoría de los dialectos el objeto indirecto: Yo le vi las orejas (a él o a ella), Yo les di de comer (a ellos o ellas). No obstante, en varios dialectos del español hay usos no estándar de estos pronombres y de los de objeto directo (lo, la, los, las). (Véase leísmo).

## Lenguas con dativo
Algunas de las lenguas en las que se emplea o se ha utilizado el dativo son:
- Checo
- Bosnio
- Euskera
- Idioma español (en forma declinada con los pronombres personales átonos le/les, y de modo prepositivo con la preposición "a"; no se suele considerar un genuino dativo cuando lleva la preposición "para")
- Feroés
- Alemán
- Griego clásico (con restos en griego moderno)
- Croata
- Húngaro
- Islandés (y, por lo tanto, el Nórdico Antiguo)
- Latín (véase Gramática del latín)
- Letón
- Lituano
- Inglés antiguo
- Quenya
- Rumano
- Ruso
- Sánscrito
- Serbio
- Eslovaco
- Esloveno
- Ucraniano
- Idioma polaco
- Volapük
- Yidis

## Dativo argumental en español
Los dativos argumentales se dividen en dos grupos. Uno de estos grupos son las construcciones de dativo que aparecen con verbos ditransitivos, que son verbos que implican transferencia, comunicación o influencia. Estos dativos se llaman objetos indirectos y se encuentran en configuraciones sintácticas con un sujeto y un objeto directo.
El objeto indirecto puede representar diferentes roles temáticos, dependiendo de los roles que seleccione el verbo. Por lo general, se interpreta como el destinatario. Ejemplos:
- Francisco le regaló un libro a Carla.
- José le compró un coche a Juan.

También se puede interpretar como la fuente. Ejemplo:
- Francisco le pidió el libro a Carla.

Al igual que hay objetos directos implícitos, también puede haber objetos indirectos implícitos. Esto no significa que el verbo no los requiera, simplemente significa que no se mencionan porque se interpretan de manera genérica o se entienden en un contexto específico.

### Segundo tipo de dativo argumental en español
Es utilizado con verbos que no tienen un objeto directo. Estos verbos incluyen aquellos que expresan emociones (como gustar, molestar, interesar) y verbos de estado (como sobrar, faltar, convenir, etc.). A estos dativos se les llama dativos de interés. A diferencia de los objetos indirectos vistos anteriormente, en una forma de expresión neutral, los dativos de interés se colocan al principio de la oración, mientras que el sujeto se coloca después del verbo.

## Dativos no argumentales en Español
En todas las lenguas, hay una forma de eliminar argumentos que son escogidos por un predicado y también de añadir elementos opcionales. En español, una forma muy común de agregar un elemento es mediante las construcciones de dativo. Los expertos en gramática están de acuerdo en que los dativos agregados se pueden clasificar en tres grupos, dependiendo del significado que le añaden a la construcción en general y cómo se comportan sintácticamente.

### Dativo benefactivo en español
El dativo benefactivo es un tipo de construcción gramatical que se utiliza con verbos de acción, principalmente aquellos que tienen un solo objeto directo. Este dativo benefactivo indica a la persona o entidad que se beneficia o se perjudica por esa acción. En otras palabras, es quien recibe el beneficio o el perjuicio de la acción realizada por el sujeto. 
Ejemplo:
- Francisco le cocinó una tarta a su esposa

En esta oración  el dativo benefactivo es "a su esposa" y nos indica que la esposa es quien recibe el beneficio de que Francisco le haya cocinado una torta.

### Dativo posesivo en español
El dativo posesivo se utiliza en frases con verbos que indican acción hacia algo o alguien. Indica quién es la persona o cosa que posee algo. En el caso de los verbos transitivos, el objeto poseído es el que recibe la acción directamente. Mientras que en los verbos inacusativos, el objeto poseído es el sujeto de la oración. 
Ejemplo :
- Ana le rompió la bicicleta a Francisco

En este caso la bicicleta es lo que se rompió y Francisco es la persona que la posee.

### Dativo ético en español
Se refiere a la persona que experimenta emocionalmente el evento de la oración y se usa para resaltar un estilo particular.
Ejemplo:
- No te me vayas.
- No te me duermas

## Dativo posesivo en latín
Se entiende que el caso dativo es comúnmente el caso del complemento indirecto. Sin embargo, existen otras posibilidades sintácticas donde es aplicable el caso dativo. Unas de ellas es el caso dativo posesivo; esta peculiaridad se halla en la lengua latina; se entiende por dativo posesivo cuando en una oración se expresa una posesión perteneciente a una persona, a un animal o a una cosa.
Ejemplos:
- Estos libros son míos.
- Este collar es de mi perro.

Estas oraciones corresponderían en latín a:
- Mihi sunt hi libri.
- Cani meo est hoc monile.

El término al que se le atribuye la posesión se traduce en caso dativo. Por lo tanto, la traducción literal de los ejemplos anteriores es:
- [A mí] son estos libros.
- [A mí perro] es este collar.

También cuando se expresa una relación de amistad, de parentesco o de familiaridad construida con el verbo tener:
- Tengo muchos amigos.
- Tenemos mucha familiaridad con tu padre.

En latín:
- Mihi sunt multi amici.
- Nobis est magna familiaritas cum patre tuo.

Es decir, se sustituye el verbo tener por el verbo ser; se hace sujeto de la oración al objeto o persona del cual se habla; y se traduce en el caso dativo el término al que se le atribuye la posesión. De esta manera la traducción literal de los ejemplos anteriores es:
- [A mí] son muchos amigos.
- [A nosotros] es mucha familiaridad con tu padre.

Estos mismo ocurre con las oraciones que indican el nombre o el apellido:
- Mi nombre es...
- Mi apellido es...
- Mi nombre es Julio.

El nombre o el apellido que le sigue se traduce en el caso dativo o en concordancia con el sustantivo nomen:
- Mihi est nomen Iulius.

cuya traducción literal es:
- [A mí] es nombre Julio

Con los verbos pasivos ocurre lo mismo. Ejemplo:
- Le fue impuesto el nombre de Emilio.
- Ei impositus est nomen Emilio.
- Ei impositus est nomen Emilius.

Si es sustantivo nomen estuviera en el caso acusativo, el nombre o el apellido se pone en el dativo, o deberá concordar con el sustantivo nomen en el caso acusativo. Ejemplos:
- Los padres le pusieron el nombre de César.
- Patres ei nomen indiderunt Caesari.
- Patres ei nomen indiderunt Caesarem.